# Stalix immaculata
Stalix immaculata is een straalvinnige vissensoort uit de familie van kaakvissen (Opistognathidae). De wetenschappelijke naam van de soort is voor het eerst geldig gepubliceerd in 1980 door Xu & Zhan.